# Лаишевский 305-й пехотный полк
305-й пехотный Лаишевский полк — пехотная воинская часть Русской императорской армии второй очереди. Сформирован для участия в Первой мировой войне при 161-м пехотном Александропольском полку в г. Казани, входил в состав 77-й пехотной дивизии.

## История

### Формирование
По Высочайшему повелению от 17 июля 1914 года сформирован в июле 1914 года из кадра 161-го пехотного Александропольского полка в Казанском округе. Вошёл в состав 77-й пехотной дивизии. Назван по имени города Лаишева — уездного центра Казанской губернии.

### 1914
8-го августа первый батальон, штаб полка, нестроевая рота и команда связи были отправлены железной дорогой на фронт. Пулемётная команда осталась в Казани ожидать получения пулемётов. 9-го и 10-го августа за головными подразделениями последовали 2-й, 3-й и 4-й батальоны. 14-17 августа подразделения полка сосредоточились в Варшаве и приступили к несению караульной службы. 6 сентября полк, находившийся в резерве 77-й пехотной дивизии, с приданной батареей 77-й артиллерийской бригады выступил из Варшавской цитадели и на следующий день прибыла в крепость Зегрж, где поступил в распоряжение начальника Зегржского отряда. 19 сентября все подразделения полка, кроме 3-го и 4-го батальонов вернулись в Варшавскую цитадель. К 22 сентября 3-й и 4-й батальоны сосредоточились в Сероцке, а остальные подразделения — в Тройцах. 23 сентября по приказу начальника Троецкого отряда, командира 308-го пехотного Чебоксарского полка полковника Топурия, 2-й батальон занял позиции, а 1-й остался в резерве. В этот же день дозоры полка вступили в перестрелку с немецкими разъездами. 25 сентября Лаишевский полк был сменён на позициях 13-м Сибирским стрелковым полком и вернулся в Варшаву, расположившись в цитадели. 1 октября к полку присоединилась пулемётная команда.
1 октября полк (1-й и 2-й батальоны, штаб полка, нестроевая рота, пулемётная команда и команда связи) поступил в резерв XXVII армейского корпуса. 2 октября отряд выдвинулся на левый берег р. Вислы и занял предмостное укрепление у местечка Яблонны, для этой цели ему была придана 4-орудийная гаубичная батарея из состава Новогеоргиевской крепостной артиллерии. 3-го октября отряд был пополнен полубатареей 77-й артиллерийской бригады. 19 октября 3-й и 4-й батальоны полка были сменены на позициях у Сероцка батальоном пограничной стражи. 21 октября полк в полном составе, усиленный 2-й батареей 77-й артиллерийской бригады, сосредоточился на ж/д станции Яблонна для погрузки в эшелоны. 23 октября полк прибыл в крепость Ковна и расположился в форту № 6.
20 ноября 11-я и 12-я роты полка во главе с командиром 3-го батальона убыли в г. Влоцлавск с целью охраны города от мелких групп противника. 22 ноября 11-я и 12-я роты вновь присоединились к полку, и полк в полном составе по ж/д убыл в Варшаву. 24 ноября эшелоны полка с полдороги повернули на Новогеоргиевск, но в тот же день маршрут вновь был изменён, и 26 ноября полк, усиленный 4-й батареей 77-й артиллерийской бригады, сосредоточился в деревне Ленг под Праснышем. 27 ноября был получен приказ выступить в деревню Щуки для атаки противника, оставив в деревне Ленг 2,5 роты для охраны мостов.
28 ноября 306-й, 308-й и 251-й пехотные полки должны были наступать в направлении на Гостново, выйдя на дорогу Прасныш—Цеханов, а 305-й полк с артиллерийской батареей должен был двигаться в резерве следом за 251-м полком (305-му полку была поставлена задача: овладеть шоссе Прасныш—Цеханов с целью обеспечения войск, атакующих г. Прасныш). В ходе наступления 4-й батальон и половина 1-го батальона были выдвинуты вперед, чтобы заполнить разрыв, образовавшийся между 251-м и 48-м Сибирским стрелковым полками. Натолкнувшись на сопротивление, роты окопались на рубеже перед деревней Аннаполь. После полудня полк получил самостоятельную боевую задачу: действуя всеми подразделениями, овладеть деревней Голяны и выйти на шоссе Прасныш-Цеханов. К вечеру деревня Аннаполь была взята. Утром 29 ноября 2-я рота штыковой атакой выбила противника из деревни Цирпигорж (Церпигорж), после чего полк без боя занял деревню Голяны и начал перекапывать шоссе. Днем был получен приказ продолжать наступление в направлении деревни Ростково и выйти на шоссе Прасныш-Млава в районе Обрембец. Из-за раскисшей дороги приказ был выполнен лишь к полуночи. На следующий день полку было приказано двигаться вдоль шоссе на Грудуск, находясь в авангарде 77-й дивизии. 30-го ноября полк вышел к деревне Клюшево в 7 вечера, где вступил в бой с противником. Выбив противника, занял его окопы и остался на этом рубеже на ночь. 1 декабря полк, усиленный двумя артиллерийскими батареями, продолжил преследование противника, отступающего на Млаву. В 13-00 полк занял деревню Носаржево, где в 14-30 был сменён 41-м и 43-м Сибирскими стрелковыми полками, после чего проследовал в Дебск и Буды Гарлинские, где расположился на ночлег. 3 декабря полк выступил форсированным маршем на Цеханов. С 28 ноября в боях было убито 28 нижних чинов, ранено 2 офицера и 193 нижних чина, пропало без вести 29 нижних чинов.
К 16:00 4 декабря полк был перевезен по железной дороге из Цеханова на вокзал Новогеоргиевска, откуда выступил пешим порядком в деревню Сова Воля, куда прибыл к 20:00 и расположился лагерем. 7 декабря 4-й батальон с пулемётной командой передислоцировался в деревню Рыбитев, а остальные подразделения — в деревню Станиславов. Однако вскоре выяснилось, что в Рыбитеве есть больные брюшным тифом, и весь полк сосредоточился в Станиславове, где до 15 декабря занимался укреплением позиций.
15 декабря 1-й бригаде 77-й пехотной дивизии, усиленной артиллерийским дивизионом, было приказано пешим порядком проследовать в Цеханов на случай, если I Туркестанскому армейскому корпусу потребуется поддержка. 17 декабря полк прибыл в Цеханов и расположился в окрестных населенных пунктах. 18 декабря 1-й батальон с двумя пулемётами и двумя орудиями окопался на высоте 57,9 к западу от Цеханова. 19 декабря 3-й батальон занял позицию в деревне Павлово, а 2-й батальон и еще три роты (3-я, 13-я и 15-я) с пулемётной командой — в деревне Гумово, 14-я рота выдвинута в деревню Рыдзево. 20 декабря 4-я рота выслана в штаб корпуса. 30 декабря подразделения полка сосредоточились в Гумово, откуда выступили на Рачёнж, где вошли в подчинение начальника 4-й Донской казачьей дивизии генерала Свешникова.

### 1915
1 января 1915 года полк выступил в деревню Гродзаново, однако на ночлеге в деревне Лашево получил приказ изменить маршрут, проследовать через Унек на Рыдзинь, где по мосту перейти на правый берег реки Дзиялдовки и, развернувшись для атаки, выбить противника с высоты 58,6, после чего занять дорогу Радзанув-Либерадзь, выставив заслоны в сторону Радзанова и Млавы. 3 января у фольварка Радзимовицы к полку присоединились 3 эскадрона Приморских драгун и два орудия конно-горной батареи. Атаковать противника должен был 3-й батальон, за ним, уступом вправо — 1-й батальон. 2-й и 4-й батальон (без 13-й роты) должны были двигаться в резерве уступоом влево. Каждому батальону был придан взвод пулемётов. В 11:20 пулемёты и орудия открыли огонь по позициям противника, а в 11:50 роты перешли в наступление из окопов 306-го полка. В 12:20 высота 58,6 была взята, и 2-я и 4-я рота начали на ней окапываться. 2-й батальон занял южную опушку леса со стороны Радзанува. 1-и 3-я роты и 3-й батальон выдвинулись на дорогу Радзанув-Либерадзь, но были обстреляны артиллерией и атакованы пехотой противника и в 16:00 отступили. Для поддержки отступающих были высланы 14-я, 15-я, 7-я и 8-я роты, которые окопались и пропустили отступавшие подразделения в тыл через свои позиции. К ночи роты полка сформировали сплошную оборонительную линию. Был получен приказ в случае взятия Радзанува преследовать противника до города Шренска, где укрепиться.
3 января 1915 г. в ходе боя у мест. Родзаново полк овладел высотой 58,6 у Родзанова после ожесточённого боя. Отличилась 9-я рота поручика Полесского.
Утром 4-го января 5-я, 7-я, 8-я, 10-я, 14-я и 15-я роты при поддержке конно-горной батареи под началом командира 2-го батальона должны были перейти в наступление на Радзанув, 3-й батальон (без 10-й роты) — удерживать натиск противника от дороги Радзанув-Либерадзь, 1-й батальон — удерживать высоту 58,6. Однако утром 5 января противник значительными силами при поддержке артиллерии атаковал позиции 3-го батальона, в котором в течение дня был ранен командир батальона и командиры 11-й и 9-й рот. Командиру 2-го батальона было приказано остановить наступление и поддержать 3-й батальон. Попытка контратаковать силами 9-й роты и тремя ротами 1-го батальона не удалась. Полк получил приказ удерживать высоту 58,6, отказавшись от наступления на Радзанув, а в случае необходимости отступить за ручей. К ночи командир полка принял решение стянуть все роты на высоту 58,6, однако противник заметил передвижение 2-го батальона и быстро перешел в наступление. Опасаясь флангового удара противника, получившего значительное подкрепление, командир полка приказал всем батальонам оставить высоту, отступить за ручей и разрушить за собой мост. 5-я, 6-я, 14-я и 15-я рота заняли бывшие окопы 306 полка, а остальные подразделения отошли в тыл. В 3 часа ночи поступил приказ командира дивизии полку отступить в г. Кржечаново, где остановиться на квартиры, а подразделениям, занимавшим окопы 306 полка, дождаться смены отрядом генерала Киселева. 5 января полк расположился в деревне Лашево, а подтянувшиеся позже четыре роты — в деревне Воля Лашевская.
14 мая 1915 г. полк овладел дер. Цидуллой и сильно укрепленной высотой 188 (проволочные заграждения в несколько рядов были уничтожены в течение часа под огнем противника).
С 18-го июня по 6-е июля 305-й полк оборонялся на опушке леса восточнее дер. Метелин.
10-го июля 1915 г. — оборона у дер. Шпиколоссы и прорыв сквозь германское кольцо с выходом на новую позицию.
10-го сентября — успешное наступление на дер. Мокрая Дубрава. Отличилась 4-я (сводная) рота под командованием прапорщика Гринева.
20-го сентября взятие деревни Костюхновка по гати через непроходимое болото.
5 октября с позиции на правом берегу Стыри 4-я рота, переправившись через реку у Сопачева, атаковала фольварк Залядин. После взятия фольварка Кульчицкий заняли высоту 81,7.
11-го октября 1915 года в 17 часов полк взял высоту Княжья Гора и дер. Волька Галуэзийская. Отличилась 4-я (сводная) рота прапорщика Кулакова.

## Командиры полка
- 16.08.1914-01.04.1917 — полковник Пупырев, Василий Иванович
- 02.04.1917-01.03.1918 — полковник Подрядчик, Кузьма Тимофеевич